# My Internet Browser
My Internet Browser je český webový prohlížeč od Media WebPublishing využívající renderovacího jádra Gecko. Je to plnohodnotná alternativa pro běžné prohlížeče jako Mozilla Firefox, Flock a mnoho dalších. Dostupný je pouze pro operační systémy Windows. Původně byl vyvíjen KDsoftware do verze 3 roku 2009, od té doby je projekt spravován firmou Media WebPublishing.
Součástí programu je již po instalaci Adobe Flash Player a některé další pluginy. K dispozici bývala i slovenská verze a existuje i přenosná varianta My Internet Browser Portable instalovaná na flashdisk. Některé verze prohlížeče disponují certifikáty českých certifikačních autorit CA Czechia a Česká pošta Verze 4.0.0.2 By již měla obsahovat certifikáty všech českých authorit..

## Historie
Historie webového prohlížeče se začíná psát už v roce 2006, kdy vzniká myšlenka vytvořit první český webový prohlížeč, první verze 1.0.0.0 ta světlo světa nikdy nespatřila, byla používána pouze v okruhu několika málo počítačů sídlících v okolí Teplicic. Až druhá verze, spatřila světlo světa a byla oficiálně vydána pro veřejnost. Byly vydány další verze 2.1 , 2.2 prohlížeč slavil své prvotní úspěchy i neúspěchy, setkal se s první kritikou veřejnosti. Je rok 2008 a je vydána nová verze 3.0, která měla být přelomová, poté dochází k problémům s hostingovými servery, stránky jsou několikrát zrušeny a obnovovány až se projekt ruší úplně. Po delší odmlce, kdy už všichni pomalu na prohlížeč zapomněli, je prohlížeč pomalu obnovován. Píše se rok 2009 a webový prohlížeč se opět dočkává základní technické podpory, o rok později vychází zcela nová verze 4.0.0.0, která staví na nejnovějším jádře Gecko 1.9.2, podpora prohlížeče je stále dokonalejší , vycházejí bezpečnostní záplaty až do verze 4.0.0.3, je také vydána přenosná portable verze, bohužel prohlížeč si odmlkou na trhu způsobil neskutečně špatnou pověst a proto o něj není i přes kladné recenze příliš zájem. Nová verze prohlížeče 6.0 přináší hardwarovou akceleraci a mnoho dalších novinek.

## Přehled verzí
| Verze | Datum vydání    | Kódové označení | Verze renderovacího jádra |
| ----- | --------------- | --------------- | ------------------------- |
| 1.0   | 21. srpna 2006  | experiment      | 1.8                       |
| 2.0   | 17. ledna 2007  | myibrow         | 1.8.1                     |
| 2.1   | 24. října 2007  | Gerntrer        | 1.8.1.12                  |
| 2.2   | 15. března 2008 | Presto          | 1.9                       |
| 3.0   | 30. června 2009 | Newgeneration   | 1.9.1                     |
| 4.0   | 13. ledna 2011  | Ortus           | 1.9.2                     |
| 5.0   | 12. září 2011   | Whistler        | 5.0                       |
| 6.0   | 7. února 2012   | Cellulla        | 6.0                       |

## Cíl projektu
Hlavním cílem tohoto projektu je poskytnutí českého alternativního webového prohlížeče, snadno ovladatelného a optimalizovaného pro české prostředí a usnadnit tak českému uživateli používání internetu, minimalizování potřeby instalace jakýchkoli modulů, které často uživatele nedokáží nainstalovat. Snaha prohlížeč ještě zrychlit a snížit nároky na hardware.

## Minimální požadavky
Požadavky na potřebný výkon počítače, aby uživatel mohl program využívat:
- Procesor IA-32 1000 MHz SSE2
- 512 MB RAM
- 80 MB volného místa na disku
- Windows XP, Vista nebo 7